# Marko Vujin
Marko Vujin (cirill betűkkel: Марко Вујин, Palánka, Jugoszlávia, 1984. december 7. –) szerb kézilabdázó. Háromszor nyert magyar bajnokságot, 2008-ban, 2009-ben, és 2010-ben. Egyetlen nemzetközi sikerét még 2008-ban érte el, ekkor nyerte meg a veszprémi csapattal a Kupagyőztesek Európa-kupáját.

## Pályafutása

### Klubcsapatokban
Pályafutását az RK Sintelon csapatában kezdte, ahol olyan csapattársai voltak mint Žarko Šešum és Danijel Šarić.
Vujin tizenkilenc évesen, 2003 júliusában igazolt Magyarországra, a Dunaferr KC csapatába. Első szezonjában bronzérmesként zárt a Dunaferrel a magyar bajnokságban. A 2005-06-os idényben ő lett a bajnokság gólkirálya. Jelentősebb klubsikereket azonban nem tudott elérni a dunaújvárosi klubbal, ezért 2007-ben az MKB Veszprém csapatához szerződött.
Első veszprémi szezonjában a csapattal megnyerte a Kupagyőztesek Európa-kupáját a Rhein-Neckar Löwen ellenében. Az első mérkőzésen Vujinnak nagy szerepe volt abban, hogy a Veszprém ötgólos előnnyel utazhatott a németországi visszavágóra, hiszen a mezőny legeredményesebb játékosa volt, kilenc találattal. A szezon végén a magyar bajnoki aranyat is elhódította a Veszprém.
A következő évadban megismételte hazai sikereit a klubbal, de ezúttal a magyar kupát is megnyerték. A Bajnokok ligájában a negyeddöntőben búcsúztak, a spanyol Ciudad Real ellen. Vujin nyolcvankilenc gólt szerzett a nemzetközi kupamérkőzéseken.
A 2009/10-es bajnokságot és kupát újra megnyerte a Veszprémmel, de a BL-ben ezúttal sem jött ki a lépés nekik, így újból a negyeddöntőben estek ki, ezúttal a Barcelona volt jobb náluk.
2010 októberében vált biztossá, hogy Vujin a 2012/13-as szezontól a német THW Kiel játékosa lesz. Kielből Portugáliába távozott, majd rövid ideig Észak-Macedóniában légióskodott.
2021. február 17-én, egy nappal a Mol-Pick Szeged elleni Bajnokok Ligája-csoportmérkőzés előtt távozott előző klubjától, a Vardar Szkopjétól. 2021 márciusában a Mol-Pick Szegedbe igazolt a megsérült Luka Stepančić pótlására. Szerződése a BL-szereplés végéig szólt, így csak a THW Kiel ellen elvesztett nyolcaddöntő párharcban léphetett pályára, két mérkőzésen három gólt szerzett.

### Válogatottban
A szerb válogatottban 2003. október 15-én, Románia ellen debütált. A hazai rendezésű, 2012-es Európa-bajnokságon ezüstérmet szerzett.

## Sikerei
Magyar bajnok
- 2007-08, 2008-09, 2009-10, 2010-11, 2011-12

Magyar kupagyőztes
- 2007, 2009, 2010, 2011, 2012

KEK-győztes
- 2008

A magyar bajnokság gólkirálya
- 2005-06

Német bajnok
- 2013-13, 2013-14, 2014-15

Német kupagyőztes
- 2012-13

Európa-bajnoki ezüstérmes
- 2012